# Matanofo
Matanofo ist ein Ort im Inland des politischen Bezirks (itūmālō) Aʻana des Inselstaats Samoa auf der Insel Upolu.

## Geographie
Der Ort liegt im Inland, nördlich der Landzunge von Cape Mulitapuʻili, zwischen Faleaseela und Samaʻi auf ca. 200 m Höhe.